# Chiesa di San Giacomo Apostolo (Castelfranco Emilia)
La chiesa di San Giacomo Apostolo è un edificio religioso sito nel comune di Castelfranco Emilia.

## Storia
La data di edificazione non è certa ma nei documenti è testimoniato che dal 1252 a Castelfranco Emilia esistevano due chiese, una a nord e una a sud della via Emilia: Santa Maria Assunta e San Giacomo, ognuna delle quali con un proprio cimitero.
Nel 1527 durante la discesa dei Lanzichenecchi la chiesa di San Giacomo venne distrutta. Già nel 1532 venne ricostruita di dimensioni più modeste. Nel 1568 il priore F. Guarnaschelli fece ingrandire la chiesa erigendo la cappella maggiore, aggiungendo
quattro altari e fornendola di fonte battesimale. Dal 1728 al 1804 si susseguirono vari ampliamenti e rifacimenti. L'attuale facciata di impianto neoclassico risale al 1910, mentre l'ala destra, distrutta durante i bombardamenti della II guerra mondiale, fu ricostruita nel 1949. Accanto alla facciata, il campanile romanico a pianta quadrata conserva inalterata la struttura originale. L'interno ha un'unica navata con sei cappelle laterali.

## Interno
Tra le opere presenti vanno segnalate le pale degli altari laterali tra cui il dipinto raffigurante la Madonna di Loreto e santi della pittrice Elisabetta Sirani (1638-1665). A cominciare da questa tipologia di opere, la pittrice rompe definitivamente con la tradizione stilistica di stampo familiare e reniano che aveva influenzato la carriera giovanile. In questo processo di cambiamento, si pone la pala di San Giacomo.
All'interno delle cappelle poste sulla destra si trovano quattro statue in stucco rappresentano due coppie di Santi: ai lati della Madonna della Cintura di Angelo Gabriello Piò si trovano Santa Monica e Sant’Agostino, madre e figlio, presenza quasi obbligata all'interno della chiesa officiata dai monaci Agostiniani; nell'altare che ospita il San Nicola da Tolentino di Filippo Scandellari sono invece collocati San Mauro e Santa Gertrude, monaci benedettini anch'essi spesso accoppiati nell'iconografia. Le quattro statue in stucco sono opere di Massimiliano Putti (1809-1890), ammiratore del Thorvaldsen e specialista nella produzione di sepolcri per la Certosa di Bologna. L'autore si impegna a combinare esigenze devozionali con uno stile ormai pienamente neoclassico. Il risultato finale è un po' sovraccarico, ma senza sconfinare in soluzioni di facile emotività. Angelo Gabriello Piò invece nella Madonna della Cintura elabora uno stile elegante, che si allontana dal gusto classicista diffuso nell'arte bolognese imponendo un linguaggio plastico aggraziato, in
linea con le tendenze rococò.
Questa scultura, dagli eleganti tratti ispirati al manierismo bolognese, si rivela un'opera di carattere devozionale e specificamente destinata ad essere portata in processione, come è reso evidente dal piedistallo. Nelle chiese bolognesi e in quelle del contado non si contano le statue come questa: alcune in stucco, come è caratteristico della produzione ‘alta’, che in Emilia-Romagna paga l'assenza di cave con la quasi totale mancanza di scultura in marmo; ma la maggior parte in materiali poveri come la cartapesta, o tela gessata, policroma.

### L'organo
La chiesa custodisce un organo a canne realizzato da Domenico Traeri nel 1743. Lo strumento è stato oggetto di un intervento di restauro nel 1987.